# Варяг (ракетный крейсер)
Гвардейский о́рдена Нахи́мова ракетный крейсер «Варя́г» — советский и российский гвардейский ракетный крейсер, флагман Тихоокеанского флота ВМФ России, с 1996 года, и формирование ВС Союза ССР и России.
Третий корабль проекта 1164 «Атлант», построен на судостроительном заводе имени 61 коммунара в Николаеве в конце 1979 года — начале 1980 года, наименование до 21 декабря 1995 года — «Червона Украина».

## История строительства
Заложен на стапеле Николаевского судостроительного завода имени 61 коммунара в 1979 году под наименованием «Червона Украина». Спущен на воду в 1983 году. Вступил в строй 16 октября 1989 года. 7 января 1990 года на крейсере поднят Военно-морской флаг СССР.

## Тактико-технические характеристики
Кораблестроительные элементы:
- Водоизмещение — 11 280 т
- Длина — 186,4 м
- Ширина — 20,8 м
- Высота по миделю — 42,5 м
- Осадка наибольшая — 8,4 м
- Мощность ГЭУ — газотурбинный, 4 × 22 500 л. с.

Ходовые характеристики:
- Скорость хода — 32 узла
- Дальность плавания — 7500 миль
- Автономность — 30 суток
- Экипаж — 476 (510) человек

Вооружение:
- Противокорабельное — 16 пусковых установок комплекса «Вулкан» (боекомплект 16 ПКР П-1000)
- Противолодочное — два торпедных аппарата, реактивные бомбовые установки РБУ-6000
- Противолодочный вертолёт Ка-25/Ка-27
- Противовоздушное — одна 130-мм установка АК-130, шесть — АК-630, две установки ЗРК «Оса-МА», восемь ЗРК С-300Ф «Форт»

## Служба
В 1990 году во главе отряда боевых кораблей выполнил задачи боевой службы и межфлотского перехода. С ноября 1990 года в составе Тихоокеанского флота, в 1996 году был переименован в «Варяг», с того же года является флагманом Тихоокеанского флота, вместо тяжёлого атомного ракетного крейсера «Адмирал Лазарев». Вошёл в состав 36-й дивизии надводных кораблей.
В 1997 году посетил южнокорейский порт Инчхон, в 1999 году посетил Шанхай с официальным визитом в честь 50-летия образования КНР. В 2002 году во главе отряда боевых кораблей КТОФ посетил военно-морскую базу Йокосука в связи с 50-летием создания морских сил самообороны Японии. В 2004 году вновь посетил порт Инчхон.
В сентябре — декабре 2005 года во главе отряда боевых кораблей КТОФ выполнил боевую службу в Индийском и Тихом океанах, с заходами в порты Вишакхапатнам (Индия), Танджунг-Приок (Индонезия), Саттахип (Таиланд), Чанги (Сингапур), Дананг (Вьетнам).
С 2006 по 2008 год проходил ремонт на «Дальзаводе» с заменой ГЭУ. В октябре 2008 года посетил с неофициальным визитом порт Пусан (Республика Корея). В 2009 году посетил с официальным визитом китайский порт Циндао. В июне 2010 года посетил с неофициальным визитом американский порт Сан-Франциско. 9 ноября 2010 года прибыл с визитом в южнокорейский порт Инчхон — на него была возложена историческая миссия доставки на родину реликвий своего легендарного предшественника — русского крейсера «Варяг», а также обеспечения пребывания в Южной Корее Президента России Дмитрия Медведева в период проведения саммита «большой двадцатки» (G20), который состоялся в Сеуле 10 — 12 ноября 2010 года.
В апреле — мае 2011 года участвовал в российско-китайских учениях «Мирная миссия — 2011» в акватории Жёлтого моря с заходом в порт Циндао. В сентябре — декабре 2011 года во главе отряда кораблей КТОФ выполнил задачи боевой службы в Тихом океане с заходами в военно-морскую базу Майдзуру (Япония), Апра (остров Гуам, США), Ванкувер (Канада).
С 23 по 27 апреля 2012 года совместно с большими противолодочными кораблями «Адмирал Виноградов», «Маршал Шапошников», «Адмирал Трибуц» и кораблями снабжения принял участие в российско-китайских учениях «Мирная миссия-2012» в Жёлтом море.
В начале 2013 года корабль прошёл плановый ремонт на «Дальзаводе». С 5 по 12 июля участвовал в очередных совместных российско-китайских учениях «Мирная миссия — 2013» в Японском море. В период с 13 по 20 июля совместно с эсминцем «Быстрый», большими противолодочными кораблями «Адмирал Виноградов» и «Маршал Шапошников», большими десантными кораблями «Николай Вилков» и «Ослябя» участвовал во внезапной масштабной проверке войск Центрального и Восточного военных округов. В конце августа во главе эскадры кораблей Тихоокеанского флота отправился в Средиземное море, где в ноябре отработал элементы межфлотского взаимодействия совместно с тяжёлым атомным ракетным крейсером «Пётр Великий». За время похода посетил порты Тринкомали (Шри-Ланка), Салала (Султанат Оман) и Александрия (Египет).
- Вертолётный ангар и посадочная палуба
- РЛК MP-800
- Пусковые установки 
 ПКРК «Вулкан»
- РЛС 3Р41 «Волна»

В период с 20 по 26 мая 2014 года во главе эскадры состоящей из ЭМ «Быстрый», БДК «Адмирал Невельской» и кораблей снабжения принимал участие российско-китайских учениях «Морское взаимодействие — 2014». В ходе учений моряки двух государств отработали совместные действия по обороне кораблей на якорной стоянке, освобождению захваченных пиратами торговых судов, организации совместной ПВО, провели противолодочные и поисково-спасательные операции, ракетные и артиллерийские стрельбы по морским и береговым целям. Стороны впервые выполняли учебно-боевые задачи в составе смешанных отрядов кораблей. В ходе учений российская эскадра посетила Шанхай. С 15 по 19 июля принял участие в российско-индийских учениях «Индра-2014» в Японском море. В ходе учения российские и индийские моряки отработали встречный бой в тёмное время суток, поиск и условное уничтожение подводной лодки, артиллерийские стрельбы по парашютным и морским мишеням, а также помощь терпящему бедствие судну. В сентябре провёл стрельбы в ходе масштабных учений «Восток-2014». В ноябре 2014 года, в преддверии австралийского саммита G20 к берегам Австралии прибыли два отряда кораблей тихоокеанского флота во главе с крейсером «Варяг», что вызвало общественный резонанс в Австралии. С 23 октября по 15 декабря 2014 года в составе отряда из большого противолодочного корабля «Маршал Шапошников», танкера «Борис Бутома» и спасательного буксира «Фотий Крылов» обеспечивал военно-морское присутствие и демонстрацию флага в юго-западной части Тихого океана.
27 апреля 2015 года завершил доковый ремонт на «Дальзаводе». С 7 по 12 декабря 2015 года принял участие в совместных российско-индийских военно-морских учениях «Индра 2015». По окончании учений отправлен к побережью Сирии в состав Средиземноморской эскадры ВМФ России для прикрытия авиации, участвующей в контртеррористической военной операции.
29 декабря 2015 года Гвардейский ракетный крейсер «Варяг» ВМФ России награждён Орденом Нахимова. Награду на знамя крейсера закрепил Президент России Владимир Путин в День защитника Отечества 23 февраля 2018 года. 27 февраля 2018 года на крейсере прошла церемония поднятия Гвардейского орденского Военно-морского флага.
3 января 2016 года крейсер вошёл в Средиземное море для смены ГРКР «Москва» около берегов Сирии в составе Оперативного соединения ВМФ России на Средиземном море, где выполняет боевую задачу по прикрытию с помощью ЗРК «C-300Ф» действий авиагруппы ВКС России на аэродроме Хмеймим. 18 июля 2016 года, после успешного выполнения задач длительного дальнего похода, крейсер вернулся во Владивосток.
7 февраля 2017 года крейсер «Варяг» вышел на учения для ракетных и артиллерийских стрельб. С 1 апреля по 14 июня 2017 года крейсер выполнил задачи дальнего похода в водах Мирового океана. В ходе похода «Варяг» зашёл в порт Пусан 11 апреля, затем в порт Манила, где корабль посетил президент Филиппин Родриго Дутерте. Пройдя 11 тысяч миль крейсер вернулся во Владивосток 14 июня. 9 октября, находясь в акватории Охотского моря, в ходе совместной командно-штабной тренировки с АПРК К-150 «Томск», выполнил успешную стрельбу крылатой ракетой «Базальт» по надводной цели.
В 2017 году по итогам первенства на переходящий приз Главнокомандующего Военно-морским флотом экипаж крейсера стал лучшим по результатам выполнения стрельб крылатыми ракетами.
С 1 октября 2018 по 24 января 2019 года, в составе отряда боевых кораблей КТОФ, совершил дальний морской поход. Крейсер посетил девять государств и совершил заходы в Хакодате (Япония), Чеджу (Республика Корея), Циндао (Китай), Танджунгприок (Индонезия), Муара (Бруней), Чанги (Сингапур), Вишакхапатнам (Индия), Коломбо (Шри-Ланка) и Манила (Филиппины).
В августе 2020 года в ходе учений «Океанский щит-2020» крейсер «Варяг» и подводный крейсер К-186 «Омск» осуществили совместную ракетную стрельбу в Беринговом море. «Варяг» поразил цель ракетой П-1000 «Вулкан» на дистанции более 450 километров.

## Награды
- Знак «Гвардия» (1995)
- Орден Нахимова (2015) — «за заслуги в обеспечении безопасности государства, высокие показатели в боевой подготовке, мужество и самоотверженность, проявленные личным составом в ходе выполнения учебно-боевых задач»[36]

## Командиры корабля
- 1986—1991 капитан 2-го ранга Макаренко Владимир Константинович
- 1991—1993 капитан 2-го ранга Войтов Юрий Николаевич
- 1993—1995 капитан 2-го ранга Малахевич Сергей Алексеевич
- 1995—1998 гвардии капитан 1-го ранга Липинский Анатолий Иванович
- 1998—2000 гвардии капитан 1-го ранга Тимошинов Геннадий Николаевич
- 19.02.2000—02.2001 гвардии капитан 1-го ранга Моисеев Сергей Фёдорович
- 09.2002—07.2005 гвардии капитан 1-го ранга Полозов Дмитрий Владимирович
- 2005—2006 гвардии капитан 1-го ранга Липилин Сергей Владимирович
- 2006—2011 гвардии капитан 1-го ранга Москаленко Эдуард Владимирович
- 2011—2012 гвардии капитан 1-го ранга Жовтоножко Алексей Владимирович
- 2012—2014 гвардии капитан 1-го ранга Потапов Александр Валерьевич
- 2014—2020 гвардии капитан 1-го ранга Ульяненко Алексей Юрьевич
- 2020—н.в. гвардии капитан 2-го ранга Глушаков Роман Николаевич[источник не указан 1270 дней]

## Фотогалерея
- «Червона Украина» во время перехода
на Тихий океан (1990)
- «Варяг» в Сан-Франциско (2010)
- «Варяг» в Средиземном море (2016)
- В Бенгальском заливе (2020)
- Во время визита в Индонезию (2020)
- В порту Владивостока (2024)